# デイジー・アシュフォード

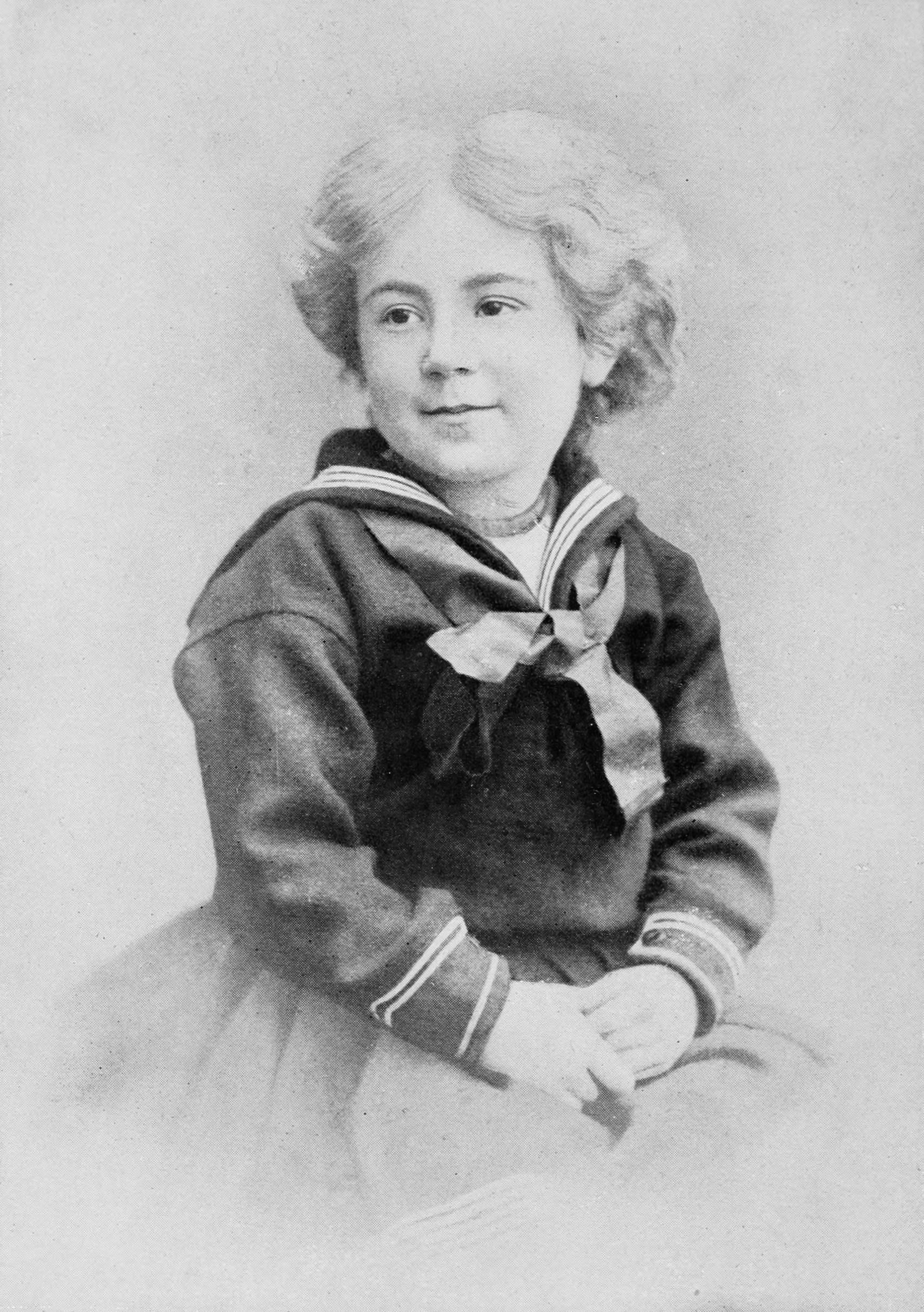
子供時代のDaisy Ashford

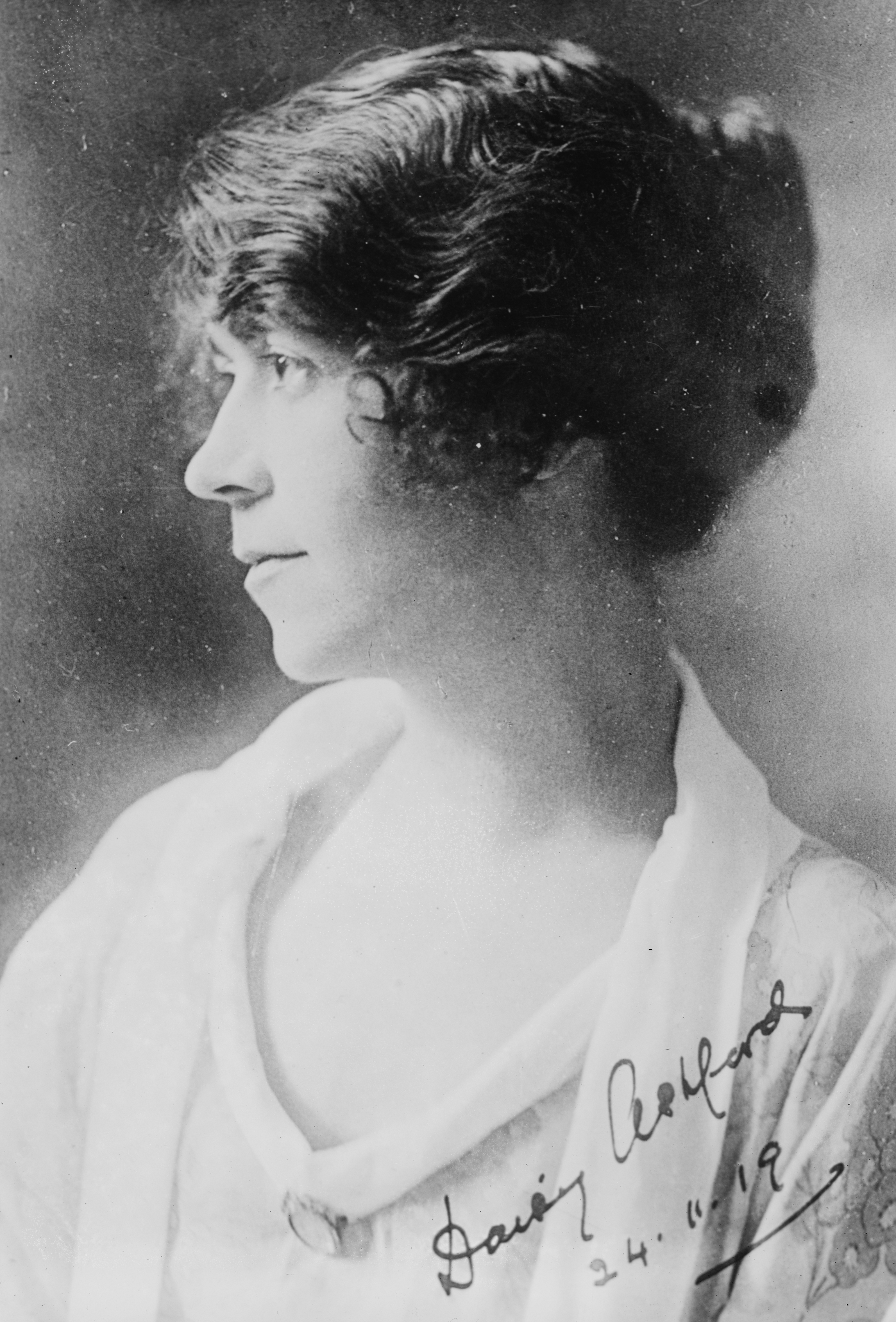
1919年のDaisy Ashford

デイジー・アシュフォード（Daisy Ashford、Margaret Mary Julia Ashford 結婚後： Devlin、1881年4月7日 – 1972年1月15日）はイギリスの小説家である。9歳の時に書いた小説、『ヤング・ビジターズ』（The Young Visiters）が1919年に出版されて話題となり、この本は何度も再刊されている。「無意識によるユーモアの古典」と評されている。
サリー州、ピーターシャムに生まれた。父親のWilliam Henry Roxburgh Ashfordは裕福な炭鉱主であった。家庭教師から教育を受け、Maria Veronica 'Vera'（1882年生まれ）、Angela Mary 'Angie'（1884年生まれ）の妹たちとすごした。4歳のときに物語をつくり、父親が筆記した。9歳の時に『ヤング・ビジターズ』が書かれた。10代後半で小説を書くのをやめたが、『ヤング・ビジターズ』が書かれてから29年後、秘書として働いていたアシュフォードは亡くなった母親のもとに残されていたノートを見つけて、おもしろがって友人に見せると、小説家のフランク・スウィナトンが読むことになり、ピーターパンの作者、ジェームス・マシュー・バリーの序文をつけて刊行されて、ベストセラーになった。9歳の子供のかいたままに印刷され、綴りの間違いなどのおかしさも喜ばれた。
1920年に、他の原稿を探し出し、妹のアンジェラが8歳の時に書いた小説とともに、『デイジー・アシュフォード 彼女の本』を刊行した。

## 著書
- The Young Visiters, or, Mr Salteena's Plan  London: Chatto and Windus,  1919
- Daisy Ashford: Her Book: A Collection of the Remaining Novels  London: George H. Doran and Company, 1920
- Love and Marriage: Three Stories London: Hart-Davis, 1965
- Where Love Lies Deepest London: Hart-Davis, 1966
- The Hangman's Daughter and Other Stories Oxford University Press 1983  (Includes The Life of Father McSwiney)